# Fabel (narratologi)
Fabel (även story) är en term som används inom litteraturvetenskapen för "handlingen som en från texten abstraherad kronologisk följd av händelser". Fabel står i kontrast till intrig, "handlingen i den ordning som den berättas i texten".